# Big Five (banques)
Pour les articles homonymes, voir Big Five.
Le terme de Big Five est une expression couramment utilisée pour désigner les 5 banques les plus importantes du Canada.
Les banques Big Five, classées selon leur capitalisation boursière (de la plus grosse à la plus petite):
- Banque royale du Canada (RBC)
- Banque Scotia
- Banque Toronto-Dominion (TD)
- Banque de Montréal (BMO)
- Banque canadienne impériale de commerce (CIBC)

On peut aussi parler des six ou sept plus grosses, dans lequel cas on inclut aussi la Banque nationale du Canada et/ou la fédération des Caisses Desjardins du Québec. Cette dernière possédant une charte provinciale plutôt que fédérale, elle est souvent exclue des classements de "banques" à cause de la différence entre le sens canadien et le sens international du mot. Lorsqu'elle est incluse, elle est la sixième plus grande.